# Finał Pucharu Świata w Rugby 1995
Finał Pucharu Świata w Rugby 1995 – finałowy mecz Pucharu Świata w Rugby 1995, rozegrany 24 czerwca 1995 na stadionie Ellis Park w Johannesburgu, zakończony zwycięstwem reprezentacji Południowej Afryki nad drużyną Nowej Zelandii 15:12 i zdobyciem przez nią tytułu mistrza świata. Zwycięstwo to stanowiło istotny element w łagodzeniu napięć rasowych w Południowej Afryce związanych z likwidacją w tym kraju apartheidu i przejęciem w 1994 władzy przez Nelsona Mandelę i Afrykański Kongres Narodowy.

## Kontekst
Rugby union było głównym sportem wśród białej mniejszości Południowej Afryki, identyfikowanym z reżimem apartheidu . Organizacja rugby w tym kraju odzwierciedlała rasowe uprzedzenia twórców tego systemu, panującego od lat 50.: istniały odrębne federacje rugby (wiodąca i dysponująca dużymi funduszami federacja dla białych oraz zepchnięte na margines federacje dla pozostałych), a biali gracze całkowicie zdominowali występy w reprezentacji. Dyskryminowana czarna większość mieszkańców Południowej Afryki na meczach reprezentacji kraju kibicowała jej przeciwnikom . Polityka rasowa władz kraju doprowadziła do coraz rzadszych w latach 60. i 70. kontaktów sportowych reszty świata z jego reprezentantami – Południową Afrykę wykluczono z igrzysk olimpijskich, a rugby pozostawało jedynym polem starć z innymi krajami, jednak i w tym zakresie kontakty powodowały gwałtowne protesty poza granicami, a często były odwoływane. Niewykluczenie Nowej Zelandii z igrzysk olimpijskich w Montrealu z powodu utrzymywania kontaktów w rugby z Południową Afryką spowodowało bojkot tej imprezy przez 27 krajów afrykańskich. Coraz bardziej izolowanej reprezentacji Południowej Afryki nie zaproszono do udziału w pierwszych dwóch edycjach pucharu świata w rugby, co miało wywrzeć presję na rządzącą tym krajem białą mniejszość.
Sytuacja zmieniła się w 1990, gdy rozpoczęły się przemiany polityczne w Południowej Afryce, zalegalizowano Afrykański Kongres Narodowy i rozpoczęto proces likwidacji apartheidu. W 1992 obie federacje południowoafrykańskie zjednoczyły się, a reprezentacja powróciła do rozgrywek międzynarodowych. Nie bez kłopotów, ponieważ byli zwolennicy zachowania tradycji z okresu dominacji białych, w tym odgrywania przed meczami dawnego hymnu kraju, trwały też dyskusje na temat pozostawienia dotychczasowych barw koszulek i przydomku Springboks (które ostatecznie zachowano). Bardzo szybko, bo już w 1993 International Rugby Board powierzyło organizację kolejnego pucharu świata w rugby Południowej Afryce. Organizacja tej imprezy w kraju dała okazję do łagodzenia licznych napięć w społeczeństwie. Zaważyły na tym starania nowego przywódcy kraju Nelsona Mandeli, ze współudziałem sportowców (przede wszystkim kapitana reprezentacji Francois Pienaara) i działaczy (w tym menedżera reprezentacji Morné du Plessisa), mające na celu wykorzystanie imprezy do zjednoczenia narodu (hasło: „Jedna drużyna, jeden naród” ). Istotnym elementem była możliwość powołania do kadry czarnoskórego zawodnika, skrzydłowego Chestera Williamsa , którego zdjęcie znalazło się na billboardach w całym kraju .

## Droga do finału
W finale miały się spotkać dwie drużyny, których mecze od wielu lat były często uznawane za nieoficjalne zmagania o prymat na świecie: reprezentacje Południowej Afryki i Nowej Zelandii.
Gospodarze swój pierwszy mecz w turnieju rozegrali w Kapsztadzie po ceremonii otwarcia z udziałem Nelsona Mandeli przeciwko obrońcom tytułu mistrzowskiego, Australii i pokonali ją 27:18. W dwóch pozostałych spotkaniach grupowych Południowa Afryka pokonała Rumunię i Kanadę. W ćwierćfinale po brutalnym meczu gospodarze pokonali Samoa Zachodnie, a czarnoskóry Chester Williams, który powrócił do kadry po kontuzji przed tym meczem, zdobył w nim aż cztery przyłożenia . W półfinale rywalem Południowej Afryki była Francja: gospodarze wygrali mecz po bardzo zaciętym pojedynku, jednak niewiele brakowało, by w ogóle do niego nie doszło, a do finału awansowała bez gry Francja – przed meczem nad Durbanem przeszła niezwykle gwałtowna ulewa i wydawało się, że mecz nie będzie możliwy do rozegrania, a w przypadku odwołania spotkania o awansie decydowałaby klasyfikacja fair play, w której rywale Południowej Afryki byli lepsi.
Mecze grupowe Nowej Zelandii miały być dla tej drużyny formalnością, tymczasem już w pierwszym napotkała kłopoty ze strony Irlandii. Jednak rozgrywający świetny turniej skrzydłowy Jonah Lomu przeważył szalę na korzyść All Blacks zdobywając dwa przyłożenia i asystując przy kolejnym. W dwóch pozostałych meczach grupowych Nowa Zelandia pokonała Walię i Japonię (w tym ostatnim meczu, mimo braku Lomu na boisku, zdobyła aż 145 punktów), a w ćwierćfinale Szkocję, do czego znowu przyczynił się w dużym stopniu Lomu. W półfinale Nowa Zelandia zmierzyła się z Anglią i po raz kolejny bohaterem meczu okazał się Lomu: już w pierwszej minucie zdobył przyłożenie pokonując trzech angielskich graczy i Nowa Zelandia wygrała ten mecz 45:29. Przed finałem uwaga sympatyków rugby skupiała się na tym, czy gospodarze zdołają powstrzymać Lomu.

## Przebieg finału
Finał rozegrano na stadionie Ellis Park w Johannesburgu w obecności 63 tys. widzów. Nie padło w nim żadne przyłożenie, a wszystkie punkty zdobyto dzięki kopom na bramki. Gra była zdominowana przez obronę; gracze Południowej Afryki dzięki przyjętej taktyce skutecznie eliminowali z gry Jonaha Lomu i do przerwy prowadzili 9:6. W drugiej połowie przewagę miała Nowa Zelandia, która doprowadziła do remisu 9:9, jednak nie zdołała zdobyć decydujących punktów mimo próby kopu z drop goala tuż przed końcem meczu przez Andrew Mehrtensa. W pierwszej połowie dogrywki obie drużyny zdobyły z rzutów karnych po trzy punkty i nadal był remis 12:12. Jednak w drugiej połowie Joel Stransky przeważył szalę na korzyść gospodarzy drop goalem. Mecz zakończył się zwycięstwem Południowej Afryki 15:12.
Po meczu w mediach pojawiły się w prasie informacje, jakoby słabsza postawa reprezentacji Nowej Zelandii miała być spowodowana zatruciem pokarmowym większości zawodników krótko przed spotkaniem, jednak reprezentanci tego kraju odmówili wskazania tego zdarzenia jako usprawiedliwienia dla swojej porażki.
Dane meczowe :
| 24 czerwca 1995 | Południowa Afryka         | 15:12(9:6, 9:9, 12:12) | Nowa Zelandia              | Ellis Park, Johannesburg Widzów: 63 tys. Sędzia: Ed Morrison |
| 24 czerwca 1995 | Joel Stransky 15 (2dg 3K) | 15:12(9:6, 9:9, 12:12) | Andrew Mehrtens 12 (dg 3K) | Ellis Park, Johannesburg Widzów: 63 tys. Sędzia: Ed Morrison |

| Skład: 1. Os du Randt, 2. Chris Rossouw, 3. Balie Swart, 4. Kobus Wiese, 5. Hannes Strydom, 6. Francois Pienaar, 7. Ruben Kruger, 8. Mark Andrews, 9. Joost van der Westhuizen, 10. Joel Stransky, 11. Chester Williams, 12. Hennie le Roux, 13. Japie Mulder, 14. James Small, 15. André Joubert, rezerwowi: 16. Naka Drotské, 17. Brendan Venter, 18. Rudolf Straeuli, 19. Johan Roux, 20. Garry Pagel, 21. Gavin Johnson | Skład: 1. Craig Dowd, 2. Sean Fitzpatrick, 3. Olo Brown, 4. Ian Jones, 5. Robin Brooke, 6. Mike Brewer, 7. Josh Kronfeld, 8. Zinzan Brooke, 9. Graeme Bachop, 10. Andrew Mehrtens, 11. Jonah Lomu, 12. Walter Little, 13. Frank Bunce, 14. Jeff Wilson, 15. Glen Osborne, rezerwowi: 16. Mark Ellis, 17. Simon Culhane, 18. Ant Strachan, 19. Jamie Joseph, 20. Richard Loe, 21. Norm Hewitt |

## Oddźwięk
Po meczu Nelson Mandela wręczył puchar Webba Ellisa kapitanowi zwycięskiej drużyny Francois Pienaarowi. Czarnoskóry polityk wręczał trofeum białemu kapitanowi drużyny, a obaj mieli na sobie identyczne koszulki reprezentacji – jej ubranie przez Mandelę było wyjątkowo symboliczne, ponieważ wcześniej zarówno ona, jak i Springboks byli traktowani jako symbole apartheidu . Pienaar, udzielając wywiadu na stadionie, mówił o odczuwaniu wsparcia nie tylko publiczności na nim zgromadzonej, ale całego narodu, a biała w większości widownia na stadionie skandowała imię Mandeli . Euforia opanowała cały kraj, tworząc nadzieję, że rugby może zmniejszyć bariery dzielące społeczeństwo. Jeden mecz co prawda nie mógł tych barier całkowicie zlikwidować, ale stanowił jeden z najważniejszych momentów w drodze do tworzenia pokojowej przyszłości kraju .
Droga do finału i sam mecz były główną osnową bestsellerowej książki Johna Carlina Playing the Enemy: Nelson Mandela and the Game That Changed a Nation   oraz opartego na niej filmu z 2009 w reżyserii Clinta Eastwooda Invictus – Niepokonany.